# Bilitis
Bilitis es una película dramática romántica y erótica francesa de 1977, dirigida por el fotógrafo David Hamilton, con banda sonora de Francis Lai. Está protagonizada por Patti D'Arbanville y Mona Kristensen como los personajes principales Bilitis y Melissa, respectivamente.
La película está basada vagamente en un ciclo de poemas de Pierre Louÿs titulado Las canciones de Bilitis ambientado en la antigua Grecia, aunque la película se desarrolla en la Europa moderna. Los poemas fueron concebidos como obras autobiográficas por el personaje principal. 

## Sinopsis
Bilitis, una colegiala adolescente, pasa el verano con su tía Melissa y su marido infiel Pierre, una pareja cuyo matrimonio está en crisis, y desarrolla un enamoramiento lésbico por Melissa. Mientras tanto, persigue a Lucas, un adolescente local, y trata de encontrar un "amante masculino adecuado" para Melissa. 
La aventura sexual de Bilitis finalmente conduce a un resultado infeliz y ella decide regresar a la escuela sola.

## Elenco
- Patti D'Arbanville como Bilitis
- Mona Kristensen como Melissa
- Bernard Giraudeau como Lucas
- Gilles Kohler como Pierre
- Mathieu Carrière como Nikias
- Irka Bochenko como Prudence
- Jacqueline Fontaine como directora
- Marie-Thérèse Caumont como subdirectora
- Germaine Delbat como directora
- Madeleine Damien como niñera
- Camille Larivière como Susy
- Catherine Leprince como Helen
- Sabine Froute como Sabine

## Producción
La película se rodó con el mismo estilo enfoque suave que era característico de la fotografía de David Hamilton y sus otras películas.

## Libro complementario
En 1977, Hamilton lanzó un fotolibro, Bilitis, que incluía las imágenes más memorables de la película.

## Listas de bandas sonoras
| Lista (1978)                  | Posición más alta |
| ----------------------------- | ----------------- |
| Australia (Kent Music Report) | 60                |